# Neskončna ravna potencialna jama
Neskončna ravna potencialna jama v kvantni fiziki imenujemo sistem, kjer je delec ujet v majhnem delu prostora, po katerem se lahko prosto giblje. Potencialno energijo takega delca lahko v eni dimenziji zapišemo kot
{\displaystyle V(x)={\begin{cases}0,&0\leq x\leq a,\\\infty ,&{\text{sicer,}}\end{cases}}}

kjer je {\displaystyle a} širina jame. Delec v takem potencialu je povsem prost, razen na konceh (x=0 in x=a) kjer mu neskončno velika sila preprečuje, da bi ušel. V klasični fiziki takemu delcu ustreza točkasto telo, ki se premo brez trenja in upora giblje med togima stenama, od katerih se povsem elastično odbija. Kot analogijo si lahko mislimo voziček na vodoravni zračni progi, ki se v nedogled odbija od masivnih elastičnih odbojnikov sem ter tja.
Primer neskončne jame pogosto služi kot uvodni zgled preprostega kvantnega sistema, saj ilustrira nekaj pomembnih razlik med klasično in kvantno mehaniko. V klasičnem primeru se lahko telo, ki je ujeto v zaprt prostor, giblje s katerokoli hitrostjo (lahko ima poljubno energijo) in ni specifičnih leg v prostoru, kjer bi se telo nahajalo z večjo verjetnostjo kot na drugih mestih. Ko pa prostornina dela prostora, v katerem je telo ujeto, postaja vse manjša (reda velikosti nanometrov), začnejo postajati pomembni kvantni efekti. Telo ne more več imeti poljubne energije, temveč le točno določene vrednosti, ki so odvisne od velikosti jame in mase delca (pravimo, da se delec nahaja le na določenih energijskih nivojih ali da je energija delca kvantizirana). Delec prav tako ne more imeti ničelne energije (ne more »biti pri miru«). Verjetnost, da ga najdemo na določenih legah, je večja kot na drugih, obstajajo pa tudi mesta, kjer delca nikoli ne moremo detektirati.
Delec v neskončni ravni potencialni jami je eden redkih problemov v kvantni mehaniki, ki je v celoti rešljiv analitično (brez približkov).

## Rešitev za primer v eni dimenziji[1]
Poiskati želimo valovno funkcijo {\displaystyle \Psi (x,t)}, kar storimo tako, da rešimo Schrödingerjevo enačbo:
{\displaystyle i\hbar {\frac {\partial }{\partial t}}\Psi (x,t)={\frac {-\hbar ^{2}}{2m}}{\frac {\partial ^{2}}{\partial t^{2}}}\Psi (x,t)+V(x)\Psi (x,t)},
kjer je V(x) potencialna energija oblike

{\displaystyle V(x)={\begin{cases}0,&0\leq x\leq a,\\\infty ,&{\text{sicer.}}\end{cases}}}

Rešitev poiščemo z metodo ločitve spremenljivk, tako da zapišemo {\displaystyle \Psi (x,t)} v obliki produkta:
{\displaystyle \Psi (x,t)=\psi (x)\phi (t)},

kjer je {\displaystyle \psi (x)} odvisna le od x in {\displaystyle \phi (t)} odvisna le od t. S tako vpeljavo bomo kot rešitev dobili le t.i. stacionarna stanja, splošna rešitev pa bo katerakoli linearna kombinacija teh rešitev. Poiščemo ustrezne odvode, vstavimo v Schrödingerjevo enačbo, delimo s {\displaystyle \psi (x)\phi (t)} in dobimo:

{\displaystyle i\hbar {\frac {1}{\phi }}{\frac {\mathrm {d} \phi }{\mathrm {d} t}}={\frac {-\hbar ^{2}}{2m}}{\frac {1}{\psi }}{\frac {\mathrm {d} ^{2}\psi }{\mathrm {d} t^{2}}}+V}

Leva stran te enačbe je odvisna le od t, desna stran pa le od x. Edini način, da dosežemo enakost, je, da sta obe strani konstantni. S spreminjanjem t bi namreč spremenili tudi levo stran, ne da bi karkoli naredili na desni in enakost ne bi več veljala. Konstanto, kateri sta enaka leva in desna stran, imenujemo E, saj se izkaže, da predstavlja energijo kvantnega sistema. Dobimo dve enačbi:
{\displaystyle {\frac {\mathrm {d} \phi }{\mathrm {d} t}}=-{\frac {iE}{\hbar }}\phi }
 in 
{\displaystyle {\frac {-\hbar ^{2}}{2m}}{\frac {\mathrm {d} ^{2}\psi }{\mathrm {d} t^{2}}}+V\psi =E\psi }
.
Rešitev prve enačbe je preprosta in neodvisna od oblike potenciala:
{\displaystyle \phi (t)=e^{-{\frac {iEt}{\hbar }}}.}

Drugo enačbo imenujemo časovno neodvisna Schrödingerjeva enačba in je odvisna od oblike potenciala V(x). Rešitev te enačbe zunaj jame (x<0 in x>a) je {\displaystyle \psi (x)=0}, saj je verjetnost da tam najdemo delec enaka 0. Znotraj jame (0≤x≤a) je V=0 in časovno neodvisna Schrödingerjeva enačba se glasi:
{\displaystyle {\frac {-\hbar ^{2}}{2m}}{\frac {\mathrm {d} ^{2}\psi }{\mathrm {d} t^{2}}}=E\psi ,}

z vpeljavo nove spremenljivke {\displaystyle k={\frac {\sqrt {2mE}}{\hbar }}} pa

{\displaystyle {\frac {\mathrm {d} ^{2}\psi }{\mathrm {d} t^{2}}}=-k^{2}\psi .}

To je diferencialna enačba harmoničnega nihala. Njena splošna rešitev je:
{\displaystyle \psi (x)=A\sin(kx)+B\cos(kx),}

kjer sta A in B poljubni konstanti. Funkcija {\displaystyle \psi (x)} mora biti zvezna na celotnem prostoru, zato zahtevamo, da je
{\displaystyle \psi (0)=\psi (a)=0,}

tako da se funkcija znotraj jame združi s funkcijo zunaj jame. Ko vstavimo v splošno rešitev x=0, iz tega pogoja sledi, da je B=0 in torej
{\displaystyle \psi (x)=A\sin(kx)=0}
Ker {\displaystyle \psi (a)=A\sin(ka)=0}, ugotovimo tudi, da je {\displaystyle sin(ka)=0}, kar pomeni, da je 
{\displaystyle ka=0,\pm 1\pi ,\pm 2\pi ,\pm 3\pi ,...}

{\displaystyle ka=\pm n\pi \quad (n\in \mathbb {Z} )}

Možnost k=0 ne pride v poštev, saj vodi le do trivialne rešitve {\displaystyle \psi (x)=0}. Ker je {\displaystyle \sin(-n\pi )=-sin(n\pi )}, lahko predznak upoštevamo v konstanti A. Rešitve za k so torej:
{\displaystyle k_{n}={\frac {n\pi }{a}}\quad (n\in \mathbb {N} ).}

Spomnimo se, da je {\displaystyle k={\frac {\sqrt {2mE}}{\hbar }}} in ugotovimo, kakšne vrednosti lahko zavzame konstanta E:
{\displaystyle E_{n}={\frac {\hbar ^{2}k_{n}^{2}}{2m}}={\frac {n^{2}\pi ^{2}\hbar ^{2}}{2ma^{2}}}.}

Delec ne more imeti poljubne energije, temveč le točno določene vrednosti {\displaystyle E_{n}.} Konstanto A izračunamo iz normalizacijskega pogoja:
{\displaystyle \int _{-\infty }^{\infty }\Psi ^{*}\Psi \,{\mbox{d}}x=\int _{-\infty }^{\infty }|\psi (x)|^{2}\,{\mbox{d}}x=\int _{-\infty }^{\infty }|A|^{2}\sin ^{2}(kx)\,{\mbox{d}}x=|A|^{2}{\frac {a}{2}}=1}

in dobimo
{\displaystyle |A|^{2}={\frac {2}{a}}.}

Fazo kompleksnega števila A si lahko poljubno izberemo, zato vzamemo kar {\displaystyle A={\sqrt {\frac {2}{a}}}.}
 Rešitve časovno neodvisne Schrödingerjeve enačbe za neskončno potencialno jamo so torej
{\displaystyle \psi _{n}(x)={\sqrt {\frac {2}{a}}}\sin({\frac {n\pi }{a}}x),}

rešitve časovno odvisne pa
{\displaystyle \Psi _{n}(x,t)={\sqrt {\frac {2}{a}}}\sin({\frac {n\pi }{a}}x)e^{-i{\frac {n^{2}\pi ^{2}\hbar ^{2}}{2ma^{2}}}t}.}

Toda to so le t. i. stacionarna stanja (rešitve, ki so oblike {\displaystyle \Psi (x,t)=\psi (x)\phi (t)}). Splošna rešitev je pa katerakoli linearna kombinacija teh stacionarnih stanj:
{\displaystyle \sum _{n=1}^{\infty }c_{n}\Psi _{n}(x,t)=c_{n}{\sqrt {\frac {2}{a}}}\sin({\frac {n\pi }{a}}x)e^{-i{\frac {n^{2}\pi ^{2}\hbar ^{2}}{2ma^{2}}}t}.}